# 2929 Harris
A 2929 Harris (ideiglenes jelöléssel 1982 BK1) a Naprendszer kisbolygóövében található aszteroida. Edward L. G. Bowell fedezte fel 1982. január 24-én.